# Olacaceae
Olacaceae R.Br. è una famiglia di piante appartenente all'ordine Santalales.
Si tratta di piante legnose, con distribuzione pantropicale.

## Tassonomia
La famiglia comprende 28 generi:
|                                                       | N. specie | Distribuzione                      |
| ----------------------------------------------------- | --------- | ---------------------------------- |
| Anacolosa (Blume) Blume                               | 15        | Fascia tropicale del Vecchio Mondo |
| Aptandra Miers                                        | 4         | America tropicale e Africa         |
| Brachynema Benth.                                     | 2         | Sud America                        |
| Cathedra Miers                                        | 6         | Sud America                        |
| Chaunochiton Benth.                                   | 3         | America tropicale                  |
| Coula Baill.                                          | 1         | Africa Occidentale                 |
| Curupira G.A.Black                                    | 1         | Amazzonia                          |
| Diogoa Exell & Mendonça                               | 2         | Africa tropicale                   |
| Douradoa Sleumer                                      | 1         | endemismo del Brasile              |
| Engomegoma Breteler                                   | 1         | Africa tropicale                   |
| Erythropalum Blume                                    | 1         | Indomalesia                        |
| Harmandia Pierre ex Baill.                            | 1         | Sud-est asiatico                   |
| Heisteria Jacq.                                       | 38        | America tropicale e Africa         |
| Hondurodendron C.Ulloa, Nickrent, Whitef. & D.L.Kelly | 1         | endemismo dell'Honduras            |
| Maburea Maas                                          | 1         | endemismo della Guyana             |
| Malania Chun & S.K.Lee                                | 1         | endemismo della Cina               |
| Minquartia Aubl.                                      | 1         | America tropicale                  |
| Ochanostachys Mast.                                   | 1         | Malesia occidentale                |
| Octoknema Pierre                                      | 14        | Africa tropicale                   |
| Olax L.                                               | 52        | pantropicale                       |
| Ongokea Pierre                                        | 1         | Africa                             |
| Phanerodiscus Cavaco                                  | 3         | endemismo del Madagascar           |
| Ptychopetalum Benth.                                  | 4         | Sud America e Africa               |
| Scorodocarpus Becc.                                   | 1         | Asia tropicale                     |
| Strombosia Blume                                      | 11        | Africa tropicale e Asia tropicale  |
| Strombosiopsis Engl.                                  | 3         | Africa tropicale                   |
| Tetrastylidium Engl.                                  | 2         | Sud America                        |
| Ximenia Plum. ex L.                                   | 10        | pantropicale                       |

Una indagine filogenetica pubblicata nel 2008 ha individuato all'interno della famiglia sette differenti cladi ben supportati da caratteri molecolari e morfologici. Gli stessi autori hanno proposto una riconfigurazione formale della famiglia nel 2010, proponendo lo smembramento delle Olacaceae sensu lato in sette famiglie:
- Olacaceae sensu stricto (generi Olax e Ptychopetalum)
- Aptandraceae (Anacolosa, Aptandra, Cathedra, Chaunochiton, Harmandia, Hondurodendron, Ongokea e Phanerodiscus)
- Ximeniaceae (Curupira, Douradoa, Malania, Ximenia)
- Coulaceae (Coula, Minquartia e Ochanostachys)
- Strombosiaceae (Diogoa, Engomegoma, Scorodocarpus, Strombosia, Strombosiopsis especie Tetrastylidium)
- Erythropalaceae (Erythropalum, Heisteria e Maburea)
- Octoknemaceae (Octoknema)
- incertae sedis: Brachynema

Tale suddivisione non è tuttavia riconosciuta dalla classificazione APG IV del 2016 che assegna tutti e 28 i generi alla famiglia Olacaceae.